# Fytoremediatie
Fytoremediatie of groene sanering is het gebruik van levende planten voor de reiniging van bodem, lucht of water als deze verontreinigd zijn met gevaarlijke (giftige) stoffen. Fytoremediatie wordt gedefinieerd als "het gebruik van groene planten en de bijbehorende micro-organismen, die samen met de juiste bodemaanpassingen en agronomische technieken gebruikt worden om giftige milieuverontreinigende stoffen in te dammen, te verwijderen of onschadelijk te maken".
Fytoremediatie wordt voorgesteld als een kosteneffectieve, op planten gebaseerde, benadering van milieusanering die gebruik maakt van het vermogen van planten om verschillende elementen en verbindingen uit de omgeving te concentreren en te ontgiften. Het concentrerende effect is het gevolg van het vermogen van bepaalde planten, hyperaccumulatoren genaamd, om chemicaliën te accumuleren. Sanering is iets anders. Giftige zware metalen kunnen niet worden afgebroken, maar organische verontreinigende stoffen wel en het afbreken hiervan is over het algemeen dan ook het belangrijkste doel van fytoremediatie. Verschillende veldproeven bevestigden de haalbaarheid van het gebruik van planten voor milieusanering.
De term is een samenstelling van het Griekse phyto (plant) en het Latijnse remedium (herstel van het evenwicht).